# Chevrolet Equinox
Pour les articles homonymes, voir Equinox (homonymie).
La Chevrolet Equinox est un SUV du constructeur automobile américain Chevrolet vendu depuis 2004. Une seconde génération est apparue en 2009. Une troisième génération arrive début 2017 en Amérique du Nord et puis sur les autres marchés où la marque Chevrolet est présente.

## Première génération (2005 - 2009)
Voir aussi: Pontiac Torrent
Le Chevrolet Equinox a été introduit en 2004 pour l'année modèle 2005. À l'origine, l'Equinox a été présenté au Salon de l'auto de Détroit en 2003.
Le Pontiac Torrent a été introduit en 2005 pour l'année modèle 2006. Le Pontiac Torrent a été présenté à l'origine au Salon de l'auto de Los Angeles 2005
Sur la plate-forme GM Theta, le monocoque est mécaniquement similaire au Saturn Vue et au Suzuki XL7. Cependant, l'Equinox et le Torrent sont plus grands que le Vue, sur un empattement de 112,5 pouces (2858 mm), 5,9 pouces (150 mm) de plus que le Vue. La traction avant est standard, avec transmission intégrale en option. Ils ne sont pas conçus pour de la conduite hors route sérieuse comme les SUV Chevrolet Tahoe et Chevrolet TrailBlazer.
Pour l'année modèle 2006, GM a mis à jour l'Equinox pour la première fois, en ajoutant des badges GM sur les portes avant, ainsi qu'en recolorant le panneau du tableau de bord du gris au noir.
L'Equinox et le Torrent de première génération ont été produits exclusivement dans l'usine de coentreprise CAMI Automotive GM / Suzuki à Ingersoll, Ontario, Canada. Le moteur V6 LNJ 3,4 L est fabriqué en Chine (par Shanghai GM), tandis que la transmission Aisin AF33 est fabriquée au Japon. À partir de l'année modèle 2008, l'Equinox Sport et le Pontiac GXP étaient disponibles avec un moteur V6 de 3,6 L fabriqué aux États-Unis. La production s'est terminée en mai 2009.
Le Chevrolet Equinox n'a été pas vendu au Mexique pendant l'année modèle 2009.

### Pontiac Torrent
Bien que le Torrent partage sa structure de base et sa mécanique avec l'Equinox, il a un style avant et arrière différent. La suspension (FE2) et la direction assistée électronique ont toutes deux été modifiées pour une sensation plus fermes et plus sportives.
Le Torrent a été abandonné après l'année modèle 2009 dans le cadre de l'arrêt de la marque Pontiac, le dernier étant sorti de la chaîne de montage le 2 septembre 2009. Un SUV multisegment Buick Theta devait être fabriqué, prenant effectivement la place du Pontiac Torrent. Au lieu de cela, GM a remplacé le Torrent par le GMC Terrain, qui partage la plate-forme Theta avec l'Equinox de deuxième génération.

### Finition Sport
Pour les années modèles 2008 et 2009, GM a proposé des versions plus sportives de l'Equinox et du Torrent; appelés Sport et GXP, respectivement. Doté du nouveau moteur V6 LY7 DOHC 3,6 associé à une nouvelle transmission automatique à 6 vitesses (avec possibilité de changement de rapport manuel). Ce moteur plus grand et plus puissant (264 ch (197 kW) ou 40 % d'augmentation) permettait une accélération de 0 à 97 km/h en moins de sept secondes.
Ces modèles ont également reçu une hauteur de caisse abaissée de 25 mm avec une suspension optimisée pour les performances et des kits de carrosserie avant et arrière uniques. La position plus basse est accentuée par les roues chromées de 18 pouces à 5 rayons et l'absence de galerie de toit, ce qui leur confère un design plus fluide par rapport aux modèles standard. Le GXP avait deux écopes de capot, une direction assistée hydraulique (par opposition à la Torrent standard à assistance électrique), une finition intérieure améliorée avec des jauges uniques et un double échappement chromé.
Les options comprennent la navigation, des sièges sport chauffants en cuir, un système de divertissement DVD, un toit ouvrant et une transmission intégrale. GM a déclaré que l'Equinox Sport était le premier véhicule à refléter les normes de dénomination plus prudentes. Au lieu d'utiliser le badge Super Sport comme il l'avait fait par le passé sur des véhicules plus performants (comme celui-ci), GM a choisi de réserver la nomenclature SS pour des modèles spéciaux dignes de son homonyme. GM a également mis en avant le GXP dans des publicités télévisées en vantant son avantage en termes de puissance par rapport au BMW X3, dans le but de faire de Pontiac davantage un rival direct et à faible coût de BMW.

### Equinox LTZ
Un modèle Equinox LTZ a été ajouté. Il se distingue par ses roues en aluminium chromé de 17 pouces, ses poignées de porte chromées brillantes et ses inserts latéral de rail de porte-bagages chromés brillants. Les caractéristiques intérieures de série comprennent des sièges avant chauffants, des inserts de sièges en cuir, des coussins gonflables rideaux latéraux, une chaîne stéréo AM / FM avec changeur de CD à six disques et une capacité de lecture de CD MP3 et un système audio haut de gamme Pioneer à sept haut-parleurs. Equinox LTZ est venu avec le même ensemble de maniement et de maniement que les modèles LS et LT. L'Equinox LTZ est venu avec le même ensemble de conduite et de maniement que les modèles LS et LT.

### Caractéristiques du modèle de 2008
Les modifications apportées aux modèles Equinox et Torrent de 2008 comprenaient le déplacement de l'affichage de la boussole du rétroviseur intérieur vers le centre d'information du conducteur (sur les modèles équipés) et trois nouvelles couleurs extérieures: Navy Blue Metallic, Black Granite Metallic et Golden Teal Metallic.
OnStar était standard sur l'Equinox et le Torrent de 2008. Ce système inclus la navigation pas à pas, le premier système de navigation GPS entièrement intégré et installé d'usine d'OnStar. Les modèles de 2008 comprenaient un ensemble de roulement et de manutention amélioré avec des amortisseurs, des bagues et des ressorts plus rigides. Les freins à disque aux quatre roues avec ABS et système de surveillance de la pression des pneus étaient standard.
Un contrôle électronique du balancement de la remorque a été introduite et intégrée au système StabiliTrak standard. Cela peut détecter l'apparition d'un balancement de la remorque qui peut être causé par un mauvais équilibre du poids de la remorque ou une vitesse excessive du véhicule. Si la remorque commence à se balancer, StabiliTrak appliquera les freins individuellement, indépendamment du conducteur contrôlant la pédale de frein, pour aider à stabiliser le véhicule. Dans ces conditions, une lumière clignotera pour signaler au conducteur de réduire la vitesse du véhicule. Si le balancement de la remorque continue, le système réduira le couple moteur pour réduire la vitesse du véhicule.
Les coussins gonflables rideaux latéraux et de tête étaient en option.

### Éditions spéciales
Pour l'année modèle 2008, en hommage aux Jeux olympiques d'hiver de 2010 à Vancouver, l'Equinox et le Torrent ont chacun reçu une édition spéciale; le Team Canada Edition et le Podium Edition respectivement. Ces finitions ajoutées des roues chromées, un toit ouvrant, un système audio haut de gamme et des badges spéciaux. Ces finitions sont vendues uniquement au Canada.

## Deuxième génération (2010 - 2017)
L'Equinox de deuxième génération est annoncé par GM le 21 décembre 2008 et fait ses débuts au salon international de l'automobile d'Amérique du Nord 2009 à Détroit,. L'Equinox de 2010 a été mis en vente en juin 2009. Il est construit sur une version renforcée de la même plate-forme "Theta" utilisée dans le modèle précédent. L'Equinox de deuxième génération été construit avec une paire de moteurs à injection directe d'essence améliorés, avec une meilleure économie de carburant revendiquée par GM. Les modèles antérieurs de 2010 avaient des badges GM sur les portes avant, mais ont ensuite été supprimés.
La commercialisation du Chevrolet Equinox a repris au Mexique fin novembre 2009, pour l'année modèle 2010 après une année d'absence. Les ventes du Chevrolet Equinox au Mexique ont été arrêtés après l'année modèle 2011. Cependant, en octobre 2015, l'Equinox a été réintroduit au Mexique pour remplacer le Captiva Sport pour l'année modèle 2016.
L'Equinox de deuxième génération est disponible en standard avec un moteur quatre cylindres en ligne de 2,4 litres produit à Tonawanda, New York et Spring Hill, Tennessee, avec un moteur V6 de 3,0 litres qui est disponible en option. Les deux groupes motopropulseurs contiennent une boîte automatique à six rapports et des systèmes de traction intégrale en option, la traction avant étant de série.
L'Equinox de deuxième génération est le troisième véhicule le plus vendu de Chevrolet en Amérique du Nord, après le Silverado et la Cruze, respectivement.

### Modifications d'année modèle

#### 2013
Pour l'année modèle 2013, un nouveau V6 de 3,6 L à injection directe est devenu disponible sur les modèles LT et LTZ, fournissant 301 chevaux (225 kW) et 369 N m de couple. Ce moteur offrait 14% de puissance en plus et 22% de couple de plus que le V6 de 3,0 L précédent, avec la même économie de carburant estimée par l'EPA. Une nouvelle finition de suspension FE2 a été offert, assorti au V6 de 3,6 L et emballé avec des roues chromées de 18 ou 19 pouces sur les modèles LTZ. L'année-modèle 2013 a introduit le système télématique MyLink de Chevrolet sur l'Equinox.
Les nouvelles fonctionnalités supplémentaires pour les modèles de 2013 comprenaient un double système de divertissement DVD, une finition Power confort, un pack de sécurité avec système d'alerte de sortie de voie, avertissement de collision avant et aide au stationnement arrière, ainsi que trois nouvelles couleurs extérieures; Champagne Silver Metallic, Atlantis Metallic et Tungsten Metallic.

#### 2014
Pour l'année-modèle 2014, les roues chromées sont devenues de série sur les modèles LTZ et deux nouvelles couleurs extérieures, Red Rock Metallic et Silver Topaz Metallic, sont devenus disponibles.

#### 2015
L'année-modèle 2015 a vu l'ajout d'OnStar avec 4G LTE et d'un point d'accès Wi-Fi intégré, qui comprenait un essai de trois mois de données de 3 Go, de série sur les modèles LT et LTZ, avec une navigation disponible sur LTZ et 2LT. Blue Velvet Metallic and Sea Grass Metallic ont été ajoutés à la liste des couleurs extérieures disponibles.

#### 2016
Pour 2016, le Chevrolet Equinox a reçu son premier rafraîchissement de milieu de cycle avec son cousin le GMC Terrain, qui a été dévoilé au Salon de l'auto de Chicago 2015 le 12 février 2015. L'Equinox rafraîchi a reçu une nouvelle calandre, des phares et un carénage avant ainsi que des feux arrière retravaillés. À l'intérieur, l'Equinox a acquis un nouveau sélecteur de vitesse, une deuxième étagère de rangement sous le tableau de bord, ainsi que la suppression des boutons de verrouillage de porte du tableau de bord. Une nouvelle finition, L, a été introduite comme niveau de base, tandis que le LS a été mis au deuxième niveau, suivi du LT et d'une autre nouvelle finition Premier (remplaçant le LTZ pour 2017). Les finitions LT1, LT2 et LTZ ont été arrêtées. Le Premier a remplacé le LTZ.
Plus de fonctionnalités sont dans les versions LTZ et LS, tandis que le LT est inchangé par rapport à 2015. Cependant, la fonction effacer d'OnStar a été supprimée avec l'arrêt de cinq palettes de couleur, le système audio avec lecture CD / AM / FM / MP3 / WMA, le système de divertissement des sièges arrière et un ensemble de roues chromées de 19 pouces. À sa place, le système Chevrolet MyLink est devenu standard sur toutes les versions, quatre nouvelles palettes de couleurs et de nouveaux enjoliveurs de 17 et 18 pouces.

### Cotes d'économie de carburant EPA
Le scepticisme concernant les cotes d'économie de carburant EPA pour l'Equinox a augmenté après qu'un certain nombre d'essais sur route, lors du lancement du modèle, ont atteint une économie de carburant de 20 à 30% inférieure aux cotes officielles de l'EPA. Après avoir atteint 18,8 miles par gallons US (12,5 litres au 100 km; 22,6 miles par gallon impérial) lors d'un essai sur route, Edmunds InsideLine a déclaré: "... nos tests n'ont même pas réussi à atteindre [les chiffres de l'EPA], alors que nous sommes généralement à moins de 1 mile par gallon du chiffre combiné de l'EPA". Car and Driver ont enregistré un autre chiffre de 18 miles par gallons US (13 litres au 100 km; 22 miles par gallon impérial) et ont noté son "... économie de carburant qui ne sera pas à la hauteur des 22 miles par gallons US (11 litres au 100 km; 26 miles par gallon impérial) / 32 miles par gallons US (7,4 litres au 100 km; 38 miles par gallon impérial) des cotes EPA en utilisation réelle ...". Green Car Reports a enregistré jusqu'à 25,8 miles par gallons US (9,1 litres au 100 km; 31,0 miles par gallon impérial) lors d'un voyage sur la route, conduisant presque exclusivement des kilomètres sur autoroute en mode "Eco"; c'est environ 20% en dessous de la cote sur autoroute publiée par l'EPA. AutoWeek ne faisait en moyenne que 23 miles par gallons US (10 litres au 100 km; 28 miles par gallon impérial). The Truth About Cars a publié un éditorial suggérant que GM a "exagéré" les cotes d'économie de carburant de l'Equinox à des fins de relations publiques et que l'ordinateur de bord signale de manière inexacte l'économie de carburant rapportée au conducteur.
Motorweek, cependant, a réussi à atteindre 29,3 miles par gallons US (8,0 litres au 100 km; 35,2 miles par gallon impérial) avec leur voiture d'essai pendant la conduite mixte. LeftlaneNews.com a également été en mesure de faire une moyenne de 28 miles par gallons US (8,4 litres au 100 km; 34 miles par gallon impérial) en conduite mixte en ville et sur autoroute.

## Troisième génération (2017-aujourd'hui)
Chevrolet a dévoilé l'Equinox de troisième génération lors de l'équinoxe d'automne le 22 septembre 2016. Les variantes à essence du Chevrolet Equinox de 2018 ont été mises en vente au début de 2017, tandis que les variantes à moteur diesel sont arrivées à l'automne 2017.
L'Equinox de troisième génération est disponible avec jusqu'à trois choix de moteurs. Les moteurs à essence sont identiques à la Chevrolet Malibu de 2016: un moteur quatre cylindres en ligne de 1,5 L qui produit 170 chevaux (12 ch de moins que le moteur 2,4 L de l'Equinox précédent mais avec plus de couple), un moteur quatre cylindres en ligne turbocompressé de 2,0 L qui produit 252 chevaux (48 ch de moins que le moteur V6 de 3,6 L dans le précédent Equinox), ou un moteur quatre cylindres en ligne turbo-diesel de 1,6 L qui produit 136 chevaux (ce dernier sera également disponible dans les futurs modèles de la Chevrolet Cruze). L'option de moteur V6 de 3,6 L n'a pas été transmise à la troisième génération. L'unité de 2,0 L sera également jumelée à une transmission automatique à neuf vitesses.
Les nouvelles fonctions de sécurité introduites dans l'Equinox de troisième génération comprennent une caméra à vision panoramique, avertissement de collision avant, freinage automatique à basse vitesse, un siège d'alerte de sécurité qui utilise des impulsions de vibration pour aider à alerter le conducteur et éviter les accidents ainsi qu'un système d'alerte de siège arrière qui avertit les conducteurs qui avaient ouvert la porte arrière au début d'un voyage de vérifier le siège arrière une fois à destination, une fonctionnalité introduite pour la première fois sur le GMC Acadia de 2017.
L'Equinox de troisième génération a également introduit un nouveau système de traction intégrale de GKN Driveline, qui permet au conducteur de désengager l'arbre de transmission pour réduire le frottement et l'inertie de rotation pendant les périodes où la traction intégrale n'est pas nécessaire. Après l'année modèle 2019, la traction intégrale n'était plus proposée pour l'Equinox à moteur diesel, en raison de la faible demande des consommateurs.
Cette génération d'Equinox n'est plus fabriquée aux États-Unis.

### Niveaux de finition
Chevrolet a publié les spécifications préliminaires de l'Equinox de 2018. L'Equinox de troisième génération sera disponible en huit niveaux de finition: L 1,5 L Turbo, LS 1,5 L Turbo, LT 1,5 L Turbo, LT 1,6 L Turbo Diesel, LT 2,0 L Turbo, Premier 1,5 L Turbo, Premier 1,6 L Turbo Diesel, et Premier 2.0L Turbo. Chaque niveau de finition comportera sa propre liste d'équipements standard:
L/1SM : Moteur quatre cylindres en ligne à turbocompresseur de 1,5 L, transmission automatique à six rapports, pneus toutes saisons de dix-sept pouces, roues en alliage d'aluminium de dix-sept pouces, système d'infodivertissement Chevrolet MyLink (écran tactile couleur de sept pouces (7,0 "), radio AM / FM, stéréo A2DP bluetooth avec streaming audio sans fil, Apple CarPlay et Android Auto, intégration USB, connectivité OnStar 4G LTE), système de caméra de recul avec vue arrière, système audio à six haut-parleurs, vitres et serrures de porte électriques, entrée sans clé, système d'accès sans clé, allumage sans clé avec démarrage par bouton-poussoir et surfaces d'assise en tissu de première qualité. Il n'y a pas d'options disponibles pour cette version, étant la version "de base" du Chevrolet Equinox et destinée aux achats de flotte, mais elle est toujours disponible à la vente publique. La finition de base est disponible uniquement avec traction avant et en seulement trois couleurs (neutre uniquement).
LS/1LS : Pneu de secours compact de 16 pouces avec roue de secours en acier. Les options disponibles sont limitées pour cette version, étant l'une des versions les moins chères du Chevrolet Equinox, mais sont toujours livrées avec quelques finitions (dont l'un comprend un verre de confidentialité) et ajoute plus d'options de couleur.
LT/1LT : Moteur à quatre cylindres en ligne turbocompressé de 2,0 L en option avec transmission automatique à 9 vitesses, 4x4 en option, radio par satellite Sirius XM, siège conducteur avant baquet à réglage électrique, démarrage à distance, Phares avant High Intensity Discharge (HID) et sélecteur de vitesse de transmission gainé de cuir. Les options disponibles incluent un système d'infodivertissement Chevrolet MyLink de 8 pouces (8,0 ") et des techniques avancées d'aide à la conduite.
Premier/1LZ : Moteur à quatre cylindres en ligne turbocompressé de 2,0 L en option avec transmission automatique à 9 vitesses, 4x4 en option, pneus toutes saisons de dix-huit pouces, jantes en alliage d'aluminium de dix-huit pouces système d'infodivertissement Chevrolet MyLink (écran tactile couleur de huit pouces (8,0 "), radio AM-FM, radio HD, radio satellite SiriusXM, stéréo A2DP bluetooth avec streaming audio, Apple CarPlay et Android Auto, capacités de charge sans fil, intégration USB, connectivité OnStar 4G LTE), système de démarrage à distance du véhicule, surfaces des sièges garnies de cuir, sièges baquets avant chauffants, système d'aide au stationnement arrière, volant gainé de cuir, feux de brouillard avant, Phares avant à LED et feux arrière à LED et hayon arrière à commande électrique. Les options disponibles incluent une radio de navigation GPS, un système audio haut de gamme Bose à sept haut-parleurs et des techniques avancées d'aide à la conduite.
Il y aura également une finition d'apparence disponible sur l'Equinox connu sous le nom de Redline Edition. La Redline Edition est uniquement disponible sur la version LT sans toit ouvrant panoramique ou moteur diesel. La Redline Edition sera disponible en octobre 2017.
La ligne de finition Midnight est arrivée au Mexique le 2 septembre 2019.

#### Restylage de 2021
Le 6 février 2020, Chevrolet a dévoilé l'Equinox restylé au Chicago Auto Show. Le véhicule mis à jour arbore maintenant une nouvelle calandre avant (adoptant le langage du design Chevrolet et ayant un look similaire au Blazer), qui se prolonge dans les phares redessinés, ainsi qu'un carénage inférieur redessiné avec différents feux de brouillard. L'arrière est également remanié : feux arrière redessinés et nouveau pare-chocs. Une nouvelle finition dénommé RS est disponible. Elle rejoint les offres principales LS, LT et Premier. La finition RS axée sur le sport et la rue se distingue par ses carénages avant et arrière uniques, ses accents extérieurs noirs, ses badges noirs, ses roues de 19 pouces «Dark Android» et son échappement à quatre sorties. À l'intérieur, le crossover inspiré du sport comprend un revêtement noir avec des surpiqûres contrastées rouges et un pommeau de changement de vitesse de marque RS. L'Equinox restylé sera disponible au troisième trimestre 2020.

### Holden Equinox
Holden a lancé l'Holden Equinox (série EQ) en Australie en novembre 2017, les premières voitures devant arriver en décembre. Il est disponible avec un moteur turbocompressé de 1,5 L sur les modèles de base LS et LS +, tandis que le modèle turbocompressé plus puissant de 2,0 L est disponible pour tous les autres modèles - LT, LTZ et LTZ-V. Le moteur turbo-diesel de 1,6 L sera lancé en 2018. Il est produit à l'usine d'assemblage de Ramos Arizpe de GM au Mexique et a remplacé le Captiva à cinq places construit en Corée.
L'Equinox australasien était vendu aux côtés du Holden Acadia à sept places, connu sous le nom de GMC Acadia aux Amériques, plutôt que le Chevrolet Traverse, qui se trouve au-dessus de l'Equinox dans certains marchés Chevrolet.
Le 17 octobre 2018, Holden a arrêté la production de l'Equinox en raison de la baisse des ventes et des stocks invendus chez ses concessionnaires.
Le 17 février 2020, l'Equinox sera parmi les nombreuses voitures qui ne seront plus vendues en Australie à la suite de la décision de GM de mettre fin à la marque Holden là-bas et en Nouvelle-Zélande, ainsi que le plan de GM de quitter les marchés non rentables dans le monde entier, par exemple ceux à conduite à droite.

## Pile à combustible
Voir aussi: GM HydroGen4
Le véhicule Chevrolet Equinox Fuel Cell utilise de l'hydrogène pour carburant avec de l'eau comme seul échappement. L'Equinox Fuel Cell utilise la technologie de l'hydrogène de quatrième génération présente dans le concept Chevrolet Sequel, qui a été dévoilé en septembre 2009. La pile à combustible est conçue pour seulement 50 000 miles (80 000 km) de conduite, mais elle est conçue pour fonctionner à des températures de congélation tout au long de sa vie. GM déclare que l'Equinox Fuel Cell est environ 500 livres (230 kg) plus lourd que l'Equinox d'origine et a un pouce de garde au sol en moins. Pour réduire le poids, il a des portes en aluminium et un capot en fibre de carbone. Il utilise les phares du Pontiac Torrent[réf. nécessaire].
Un écran monté sur le tableau de bord calcule les économies de carburant par rapport à celles d'un Equinox à essence. Il comprend également un kilowattmètre et un affichage de l'énergie des piles à combustible. La pile à combustible a quatre sorties de vapeur qui remplacent le tuyau d'échappement. Trois réservoirs de carburant en fibre de carbone stockent jusqu'à un maximum de 9,25 livres (4,2 kg) d'hydrogène gazeux à 10000 psi (70 MPa), et donnent à l'Equinox une autonomie de 200 miles (320 km). L'Equinox Fuel Cell est certifiée par l'EPA en tant que Zero-Emission Vehicle (ZEV). GM a construit 115 véhicules Chevrolet Equinox Fuel Cell et les a déployés en 2007-2008 dans plusieurs régions cibles, dont New York et la Californie, dans le cadre d'un plan global baptisé «Project Driveway».
L'Equinox Fuel Cell comprend des caractéristiques de sécurité telles que l'ABS, le système de contrôle de la traction et le service télématique OnStar de GM, qui offre aux conducteurs des conseils sur le fonctionnement des voitures ainsi que des informations sur les stations-service d'hydrogène à proximité. La voiture répond à toutes les normes de sécurité fédérales de 2007.

### Performance
Motor Trend a évalué les performances du véhicule à à peu près les mêmes que celles du 3,6 litres à essence, tout en déplorant la pénurie de stations de remplissage d'hydrogène à haute pression près de Riverside, en Californie, en 2008.

## Version au gaz naturel
En 2013, Nat G CNG Solutions et AGA Systems ont annoncé qu'ils avaient commencé à proposer une version au gaz naturel comprimé (GNC) du Chevrolet Equinox et du GMC Terrain à l'aide du moteur à injection directe de 2,4 L. La version au gaz naturel est un véhicule GNC «bi-carburant», ce qui signifie qu'il peut fonctionner à l'essence ou au gaz naturel, ce qui lui donne une autonomie étendue. Le Terrain / Equinox a été le premier véhicule à gaz naturel à injection directe jamais approuvé par l'US EPA.
Silver Eagle Distributors, un distributeur des produits Anheuser-Busch, était le client de lancement de la version au gaz naturel avec une commande initiale de 100 GMC Terrain au gaz naturel. CenterPoint Energy a été l'un des premiers clients du Chevrolet Equinox au gaz naturel.

### Configurations en GNC
La version GNC était disponible en tant qu'Equinox nouvellement achetée auprès de certains concessionnaires ou en tant que modification sur les modèles de 2013 et 2014. Nat G CNG Solutions proposé le véhicule en deux options: une «version cargo» biplace et une «version passager» cinq places. La version cargo a une combinaison essence / gaz naturel de 837 milles (9,2 miles par gallons US d'équivalent essence de GNC) tandis que la version passager a une autonomie combinée de 775 milles (6,8 miles par gallons US d'équivalent essence de GNC).

### Émissions et performances
Les sociétés ont affirmé que la version au gaz naturel avait été testée au laboratoire EPA à 31 miles par gallons sur autoroute en gaz naturel et avait atteint un niveau d'émissions Bin 3 équivalent à la Toyota Prius.

## Conversion électrique
Amp Electric Vehicles vend une conversion tout électrique du Chevrolet Equinox. Ils ont vendu leur premier Equinox électrique à Dayton Power & Light, et ont passé une commande de cinq ans pour 1000 SUV auprès de Northern Lights Energy en Islande.

## Ventes
| Année civile | Equinox (US) | Torrent (US) |
| ------------ | ------------ | ------------ |
| 2004         | 84,024       | NC           |
| 2005         | 130,542      | 10,303       |
| 2006         | 113,888      | 43,174       |
| 2007         | 89,552       | 32,644       |
| 2008         | 67,447       | 20,625       |
| 2009         | 86,148       | 9,638        |
| 2010         | 149,979      | 68           |
| 2011         | 193,274      | NC           |
| 2012         | 218,621      | NC           |
| 2013         | 238,192      | NC           |
| 2014         | 242,242      | NC           |
| 2015         | 277,589      | NC           |
| 2016         | 242,195      | NC           |
| 2017         | 290,458      | NC           |
| 2018         | 332,618      | NC           |
| 2019         | 346,048      | NC           |